# Unione Sportiva Avellino 1912
Maillots
Actualités
L'Unione Sportiva Avellino 1912, plus couramment appelée US Avellino, est un club italien de football fondé en 1912 à Avellino dans la province d'Avellino, en Campanie.
À la suite d'un problème de passeports, le club (évoluant en Serie B) est relégué en Serie D pour la saison 2018-2019.
Le club compte dix saisons consécutive en Serie A de 1978 à 1988. Les couleurs de l'équipe sont le vert et le blanc, le symbole est le loup et c'est au Stadio Partenio-Adriano Lombardi qu'ils jouent leurs matchs à domicile.

## Historique
| \| Avellino \| Emplacement d'Avellino, dans · la région de la Campanie (dans le Sud de l'Italie). |
| Avellino                                                                                          |

Déclarée en faillite en 2010 par le Tribunal Civil d'Avellino, le club a été radié de la Fédération italienne de football le 11 février 2011. Le 15 juin 2015, la société a annoncé le retour de l'ancien logo et de la dénomination "Unione Sportiva Avellino", avec à la fin la date de création du club "1912".

## Identité du club

### Changements de nom
Le club s’appelait auparavant Associazione Sportiva Avellino 1912, mais depuis le 15 juin 2015, il reprend son nom original de Unione Sportiva Avellino 1912.
- 1912 - 1919 : fondation du club sous le nom de Unione Sportiva Calcistica Avellinese
- 1919 - 1923 : Associazione Sportiva Avellinese
- 1923 - 1927 : Unione Liberi Calciatori Avellinesi
- 1927 - 1932 : Associazione Sportiva Avellinese
- 1932 - 1934 : Associazione Sportiva Avellino
- 1934 - 1937 : Federazione Sportiva Avellino
- 1937 - 1940 : Gioventù Universitaria Fascista Avellino
- 1940 - 1942 : Costanzo Ciano Avellino
- 1942 - 1944 : Gioventù Italiana del Littorio Avellino
- 1944 - 2009 : Unione Sportiva Avellino
- 2009 - 2010 : Avellino Calcio.12 Società Sportiva Dilettantistica
- 2010 - 2015 : Associazione Sportiva Avellino 1912
- 2015 - 2018 : Unione Sportiva Avellino 1912
- 2018 - 2019 : Calcio Avellino Società Sportiva Dilettantistica
- depuis 2019 : reprise du nom Unione Sportiva Avellino 1912

### Sponsors et équipementiers
| - Aucun (1912-1978) - Puma (1978-1980) - Adidas (1980-1982) - Kappa (1982-1983) - NR (Ennerre) (1983-1986) - Uhlsport (1986-1988) - NR (Ennerre) (1988-1990) - Devis (1990-1992) - Pienne (1992-1995) - Diadora (1995-1997) - Lotto (1997-1998) - Erreà (1998-2003) - Devis (2003-2004) - Royal (2004-2005) - Legea (2005-2009) - Givova (2009-2012) - Legea (2012-2014) - Givova (2014-2018) - Joma (2018-2019) - Magma Sports (2019-) |

| - Aucun (1912-1981) - Iveco (1981-1983) - Essebi (1983-1984) - Santal (1984-1986) - Detersivi Dyal (1986-1988) - Dietalat (1988-1994) - Nicoloro (1994-1995) - Nicoloro Italnova (1995-1996) - Nusco Porte (1996-1998) - Aucun (1998-1999) - EUROSERVICE 2001 (1999-2000) - Stream TV (2000-2001) - Bolero Planet (2001-2002) - NewNet (2002-2004) - IVPC (2004-2005) - A.IR. Autoservizi Irpini (2005-2006) - Sidigas (2006-2009) - Sciuker (2009-2011) - Metaedil Com (2011-2015) - Gruppo Taccone (2015-2016) - Sienergia (2016-2017) - Clesi Prefabbricati (2019-2020) - Cosmopol (depuis 2020) |

## Joueurs et personnalités du club

### Présidents
Le tableau suivant présente la liste des présidents du club depuis 1912.
| #  | Nom                      | Période   |
| -- | ------------------------ | --------- |
| 1  | Attilio Comella          | 1912-1919 |
| 2  | Renato Ricci             | 1919-1924 |
| 3  | Antonio Giammarino       | 1924-1925 |
| 4  | Comité provisoire        | 1925-1927 |
| 5  | Elio Gramignani          | 1927-1929 |
| 6  | Alfonso Di Marzo Capozzi | 1929-1934 |
| 7  | Elio Gramignani          | 1934-1938 |
| 8  | Alfonso Di Marzo Capozzi | 1938-1941 |
| 9  | Comité provisoire        | 1941-1944 |
| 10 | Antonio Picone           | 1944-1945 |
| 11 | Alfonso Argenio          | 1945-1947 |
| 12 | Francesco Lombardi       | 1947-1948 |
| 13 | Francesco Carpenito      | 1948-1949 |
| 14 | Francesco Amendola       | 1949-1950 |
| 15 | Fiorentino Sullo         | 1950-1952 |
| 16 | Enrico Fioretti          | 1952-1954 |
| 17 | Francesco Carpenito      | 1954-1955 |
| 18 | Enrico Fioretti          | 1955-1956 |
| 19 | Michelangelo Nicoletti   | 1956-1958 |
| 20 | Fiore Caso               | 1958-1959 |

| #  | Nom                    | Période   |
| -- | ---------------------- | --------- |
| 21 | Michelangelo Nicoletti | 1959-1960 |
| 22 | Fiore Caso             | 1960-1961 |
| 23 | Francesco Lombardi     | 1961-1963 |
| 24 | Annito Abate           | 1963-1970 |
| 25 | Antonio Sibilia        | 1970-1975 |
| 26 | Arcangelo Iapicca      | 1975-1978 |
| 27 | Vincenzo Matarazzo     | 1978-1979 |
| 28 | Fausto Maria Sara      | 1979-1981 |
| 29 | Antonio Sibilia        | 1981-1983 |
| 30 | Giacinto Pelosi        | 1983-1984 |
| 31 | Antonio Pecoriello     | 1984-1985 |
| 32 | Elio Graziano          | 1985-1987 |
| 33 | Francesco Improta      | 1987-1988 |
| 34 | Pierpaolo Marino       | 1988-1991 |
| 35 | Gaetano Tedeschi       | 1991-1994 |
| 36 | Cosimo Sibilia         | 1994-1995 |
| 37 | Antonio Sibilia        | 1995-2000 |
| 38 | Aniello Aliberti       | 2000-2001 |
| 39 | Stefano Monachesi      | 2001-2002 |
| 40 | Nicola Iannarone       | 2002-2003 |

| #  | Nom                       | Période     |
| -- | ------------------------- | ----------- |
| 41 | Gaetano Tedeschi          | 2003-2004   |
| 42 | Marco Pugliese            | 2004-2005   |
| 43 | Massimo Pugliese          | 2005-2009   |
| 44 | Renato Rodomonti          | 2009-2010   |
| 45 | Marco Cipriano            | 2010-2012   |
| 46 | Walter Taccone            | 2012-2018   |
| 47 | Claudio Mauriello         | 2018-2019   |
| 48 | Luigi Izzo                | 2019-2020   |
| 49 | Angelo Antonio D'Agostino | depuis 2020 |

### Entraîneurs
Le tableau suivant présente la liste des entraineurs du club depuis 1912.
| #  | Nom                                              | Période   |
| -- | ------------------------------------------------ | --------- |
| 1  | ...                                              | 1912-1919 |
| 2  | Antonio Giammarino                               | 1919-1923 |
| 3  | Pietro Affabile                                  | 1923-1925 |
| 4  | Emilio Spagnuolo                                 | 1925-1927 |
| 5  | Armani                                           | 1927-1928 |
| 6  | Del Campo                                        | 1928-1929 |
| 7  | Giovanni Terrile                                 | 1929-1930 |
| 8  | Giorgio Armari                                   | 1930-1931 |
| 9  | Enrico Cardellicchio                             | 1931-1932 |
| 10 | Osvaldo Sacchi                                   | 1932-1933 |
| 11 | ...                                              | 1933-1934 |
| 12 | Ceresoli                                         | 1934-1935 |
| 13 | ...                                              | 1935-1936 |
| 14 | Giuseppe Cavanna                                 | 1936-1937 |
| 15 | ...                                              | 1937-1941 |
| 16 | Francesco Tenore                                 | 1941-1943 |
| 17 | ...                                              | 1943-1944 |
| 18 | Luigi Strada & Pietro Affabile & Orazio Sola     | 1944-1945 |
| 19 | Orazio Sola & Luigi Castello                     | 1945-1946 |
| 20 | Antonio Vojak                                    | 1946-1947 |
| 21 | Alfonso Ricciardi                                | 1947-1949 |
| 22 | Juan Landolfi                                    | 1949-1950 |
| 23 | Fabio Del Bianco & Oscar Cirillo & Renato Tofani | 1950-1951 |
| 24 | Ferenc Plemich & Giovanni Chiricallo             | 1951-1952 |
| 25 | Lajos Kovacs                                     | 1952-1954 |
| 26 | Skender Perolli                                  | 1954-1955 |
| 27 | Silvio Di Gennaro                                | 1955-1957 |
| 28 | Mario Stua & Armo Agosto                         | 1957-1958 |
| 29 | Silvio Di Gennaro                                | 1958-1960 |
| 30 | Armo Agosto & Aimone Lo Prete & Ernesto Maglio   | 1960-1961 |
| 31 | Vincenzo Marsico                                 | 1961-1962 |
| 32 | Enzo Pulcinella & Vianello & Fedele Greco        | 1962-1963 |
| 33 | Ulisse Giunchi                                   | 1963-1966 |

| #  | Nom                                                          | Période   |
| -- | ------------------------------------------------------------ | --------- |
| 34 | Renato Piacentini                                            | 1966-1967 |
| 35 | Domenico Rosati                                              | 1967-1968 |
| 36 | Renato Piacentini                                            | 1968-1969 |
| 37 | Rinaldo Settembrino                                          | 1969-1970 |
| 38 | Enzo Pulcinella & Renato Piacentini                          | 1970-1971 |
| 39 | Aroldo Collesi & Ferdinando Del Gaudio & Giacomo Losi        | 1971-1972 |
| 40 | Antonio Giammarinaro                                         | 1972-1974 |
| 41 | Antonio Giammarinaro & Elio Grappone & Oronzo Pugliese       | 1974-1975 |
| 42 | Antonio Giammarinaro & Corrado Viciani                       | 1975-1976 |
| 43 | Corrado Viciani & Giuseppe Baldini                           | 1976-1977 |
| 44 | Paolo Carosi                                                 | 1977-1978 |
| 45 | Rino Marchesi                                                | 1978-1980 |
| 46 | Luís Vinício                                                 | 1980-1981 |
| 47 | Luís Vinício & Claudio Tobia                                 | 1981-1982 |
| 48 | Giuseppe Marchioro & Fernando Veneranda                      | 1982-1983 |
| 49 | Fernando Veneranda & Ottavio Bianchi                         | 1983-1984 |
| 50 | Antonio Angelillo                                            | 1984-1985 |
| 51 | Enzo Robotti & Tomislav Ivić                                 | 1985-1986 |
| 52 | Luís Vinício                                                 | 1986-1987 |
| 53 | Eugenio Bersellini                                           | 1987-1988 |
| 54 | Enzo Ferrari & Eugenio Fascetti                              | 1988-1989 |
| 55 | Nedo Sonetti & Adriano Lombardi                              | 1989-1990 |
| 56 | Francesco Oddo                                               | 1990-1991 |
| 57 | Bruno Bolchi & Francesco Graziani                            | 1991-1992 |
| 58 | Adriano Lombardi                                             | 1992-1993 |
| 59 | Salvatore Esposito & Salvatore Di Somma & Giancarlo Ansaloni | 1993-1994 |
| 60 | Giuseppe Papadopulo & Vincenzo Battista & Zbigniew Boniek    | 1994-1995 |

| #  | Nom                                                     | Période     |
| -- | ------------------------------------------------------- | ----------- |
| 61 | Zbigniew Boniek & Corrado Orrico & Bruno Pace           | 1995-1996   |
| 62 | Pasquale Casale & Giuliano Zoratti & Salvatore Di Somma | 1996-1997   |
| 63 | Roberto Morinini & Aldo Cerantola & Adriano Lombardi    | 1997-1998   |
| 64 | Gabriele Geretto                                        | 1998-1999   |
| 65 | Vittorio Belotti & Lorenzo Mancàno & Mario Russo        | 1999-2000   |
| 66 | Aldo Ammazzalorso                                       | 2000-2001   |
| 67 | Gaetano Auteri & Giuliano Sonzogni                      | 2001-2002   |
| 68 | Massimo Ficcadenti & Salvatore Vullo                    | 2002-2003   |
| 69 | Zdeněk Zeman                                            | 2003-2004   |
| 70 | Antonello Cuccureddu                                    | 2004-2005   |
| 71 | Francesco Oddo & Franco Colomba                         | 2005-2006   |
| 72 | Giuseppe Galderisi                                      | 2006-2007   |
| 73 | Maurizio Sarri & Guido Carboni & Alessandro Calori      | 2007-2008   |
| 74 | Giuseppe Incocciati & Salvatore Campilongo              | 2008-2009   |
| 75 | Francesco D'Arrigo & Salvatore Marra                    | 2009-2010   |
| 76 | Salvatore Marra & Salvatore Vullo                       | 2010-2011   |
| 77 | Giovanni Bucaro                                         | 2011-2012   |
| 78 | Massimo Rastelli                                        | 2012-2015   |
| 79 | Attilio Tesser & Dario Marcolin                         | 2015-2016   |
| 80 | Domenico Toscano & Walter Novellino                     | 2016-2017   |
| 81 | Walter Novellino & Claudio Foscarini                    | 2017-2018   |
| 82 | Archimede Graziani & Giovanni Bucaro                    | 2018-2019   |
| 83 | Giovanni Ignoffo & Ezio Capuano                         | 2019-2020   |
| 84 | Piero Braglia                                           | depuis 2020 |

### Joueurs emblématiques
- Níkos Anastópoulos
- Salvatore Bagni
- Francesco Baiano
- Gerónimo Barbadillo
- Batista
- Andrea Carnevale
- Stefano Colantuono
- Franco Colomba
- Tomas Danilevičius
- Beniamino Vignola
- Fernando De Napoli
- Ramón Díaz
- Serge Dié
- Dirceu
- Vitali Koutouzov
- Adriano Lombardi
- Juan Carlos Morrone
- Antonio Nocerino
- Angelo Alessio
- Roberto Onorati
- Daniele Portanova
- Fabrizio Ravanelli
- Walter Schachner
- Andrea Sussi
- Stefano Tacconi
- Constantin Nica
- Eddy Bembuana-Keve
- Juary
- Luciano Favero
- Davide Zappacosta

## Infrastructures

### Stades
Dans les premières années de son histoire, l'Avellino joue ses matchs à domicile sur la Piazza d'Armi (Place d'Armes), située dans le centre-ville. En raison de l'emplacement du stade, aussi bien les résidents des bâtiments environnants que les détenus incarcérés à la prison de la ville pouvaient regarder les matches gratuitement, et ce jusqu'en 1970, l'année du déménagement de l'enceinte historique vers le Stadio Comunale, plus vaste. À peine trois années plus tard, en août 1973, Avellino déplace ses matches à domicile au Stadio Partenio, qui, à partir de novembre 2010, a pris le nom de Partenio-Lombardi.

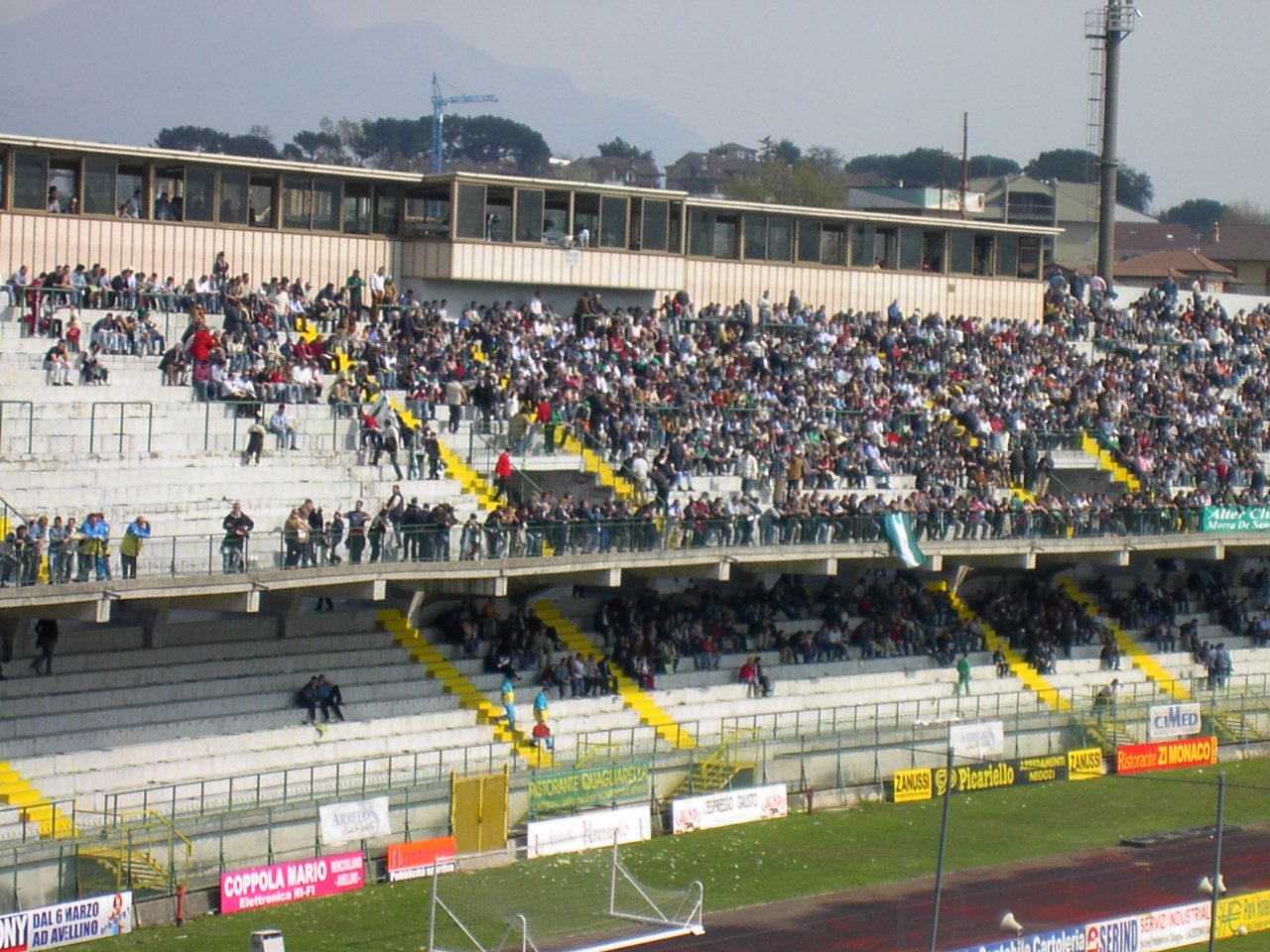
Une partie des gradins du Stade Partenio.

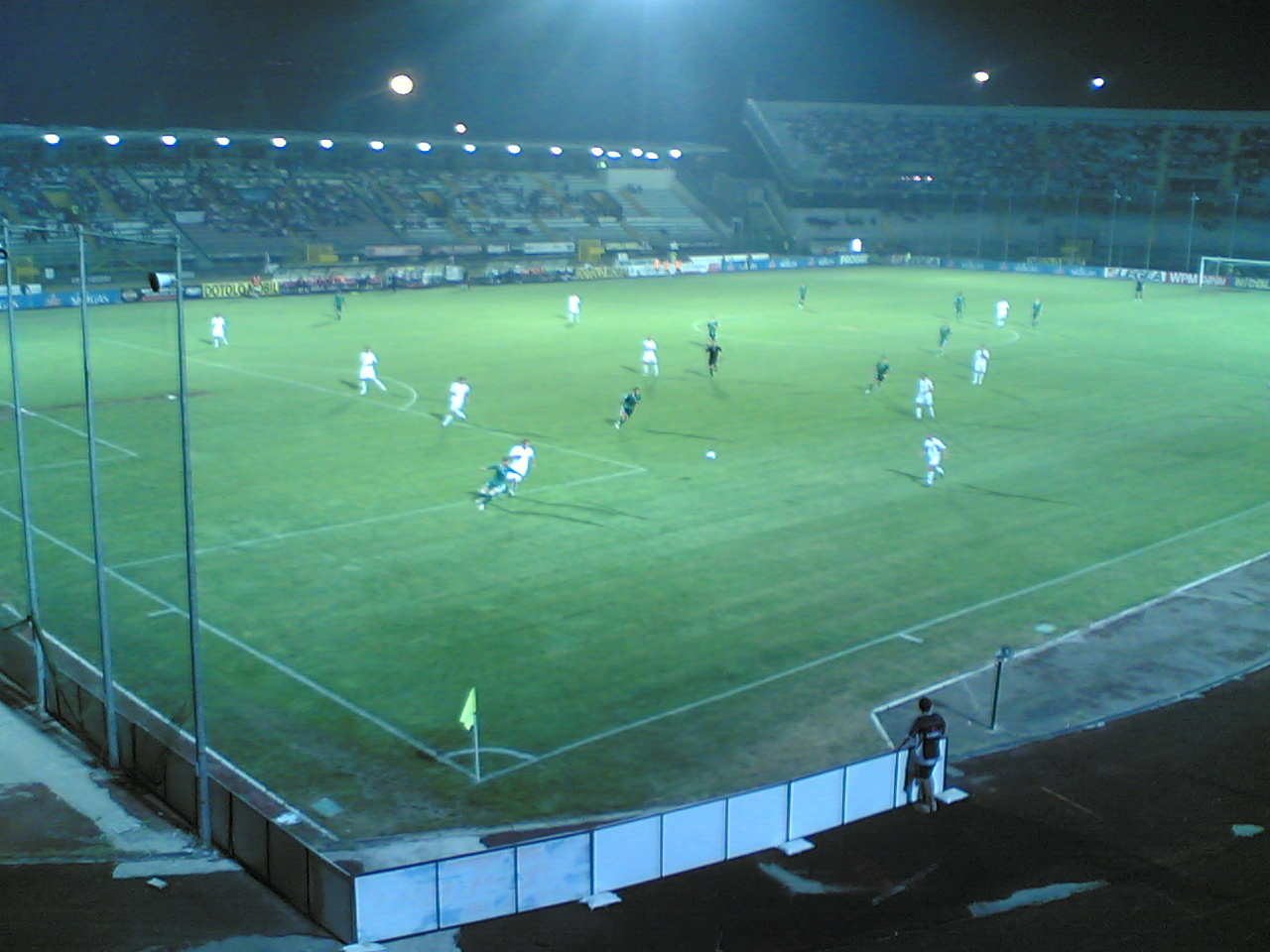
Match de coupe d'Italie contre le Reggiana au Partenio.

| Dates                        | Stade                                   |
| 31 août 1912-19 mai 1929     | Place d'Armes                           |
| 2 juin 1929-1933             | Campo sportivo del Littorio             |
| 1933-29 novembre 1970        | Terrain de football de la Place d'Armes |
| 13 décembre 1970-7 août 1973 | Stadio Comunale                         |
| depuis le 8 août 1973        | Stadio Partenio                         |

### Centre d'entraînement
Le centre d'entraînement utilisé par l'US Avellino, appelé Sibilia, est situé au hameau de Torrette rattaché à la commune de Mercogliano, à 3 kilomètres du centre-ville d'Avellino.

## Palmarès et records

### Palmarès
| Compétitions nationales | Coupes nationales                             |
| - Serie C (troisième division) : - Champion (1) : 1972-1973. - Serie C1 (troisième division) : - Champion (1) : 2002-2003. - Lega Pro Prima Divisione (troisième division) : - Champion (1) : 2012-2013. - Serie D (quatrième division) : - Champion (3) : 1961-1962, 1963-1964 et 2018-2019. | - Supercoupe Serie C : - Champion (1) : 2013. |

### Records individuels
| Plus grand nombre de présences | Plus grand nombre de présences | Plus grand nombre de présences |
| ------------------------------ | ------------------------------ | ------------------------------ |
| Nationalité                    | Joueur                         | Présences                      |
|                                | Angelo D'Angelo (en)           | 263                            |
|                                | Simone Paolo Puleo             | 258                            |
|                                | Elio Grappone                  | 230                            |
|                                | Armo Agosto                    | 219                            |
|                                | Roberto Amodio                 | 179                            |
|                                | Salvatore Di Somma             | 179                            |
|                                | Luigi Castaldo (en)            | 171                            |

| Meilleurs buteurs | Meilleurs buteurs     | Meilleurs buteurs |
| ----------------- | --------------------- | ----------------- |
| Nationalité       | Joueur                | Buts              |
|                   | Luigi Castaldo (en)   | 65                |
|                   | Raffaele Biancolino   | 52                |
|                   | Livio Gennari         | 50                |
|                   | Ferdinando Del Gaudio | 47                |
|                   | Lucio Mujesan         | 32                |
|                   | Angelo D'Angelo (en)  | 21                |
|                   | Tomas Danilevičius    | 17                |